# Lulu Wilson
Pour les articles homonymes, voir Wilson.
Lulu Wilson née le 7 octobre 2005  à New York est une actrice américaine.
Elle est principalement connue pour ses rôles dans des films d'horreur tels que Ouija : les origines (2016), Annabelle 2 : La Création du mal (2017) et dans la première saison de la série d'anthologie The Haunting, intitulée The Haunting of Hill House, en 2018.

## Biographie
Lulu Wilson, la plus jeune de deux sœurs, commence à jouer à l'âge de trois ans en tournant dans des publicités.
Elle est également choisie pour le film Doctor Strange des Marvel Studios, mais sa scène est coupée.

## Filmographie

### Cinéma
- 2014 : Délivre-nous du mal (Deliver Us From Evil) : Christina
- 2015 : Her Composition : Victoria
- 2016 : Ouija : Les Origines (Ouija: Origin Of Evil) : Doris Zander
- 2016 : Doctor Strange : Donna Strange
- 2017 : Annabelle 2 : La Création du mal : Linda
- 2018 : Ready Player One : Une enfant de l'école primaire
- 2018 : Gone Are the Days : Sally Anne
- 2018 : Slumber : Maya
- 2019 : Wyrm (en) : Izzy
- 2020 : The Glorias : Gloria
- 2020 : Becky : Rebecca 'Becky' Hooper
- 2023 : Becky 2: The Wrath of Becky : Becky

### Télévision
- 2012 : Louie (Série TV) : La petite fille
- 2014 : The Money (Téléfilm) : Une enfant
- 2014 : Black Box (Série TV) : Catherine Black jeune
- 2014-2015 : The Millers (Série TV) : Mikayla Stoker
- 2015-2016 : Inside Amy Schumer (Série TV) : Une fille #1 / Brayton / Une fille
- 2016 : Teachers (Série TV) : Annie
- 2017 : Raised by Wolves (Téléfilm) : Yoko Gable
- 2017 : Cop and a Half: New Recruit (Téléfilm) : Karina Foley
- 2018 : Sharp Objects (Série TV) : Marian Crellin
- 2018: The Haunting of Hill House (Série TV) : Shirley Crain jeune
- 2020 : Star Trek: Picard (Série TV) : Kestra Troi-Riker
- 2020 : 50 States of Fright (Série TV) : Mallory
- 2020 : Valley Trash (Téléfilm) : Abby Harman
- 2021 : Modern Love (Série TV) : Katie
- 2023 : La chute de la Maison Usher (Série TV) : Madeline Usher jeune